# 170 (numero)
Centosettanta (170) è il numero naturale dopo il 169 e prima del 171.

## Proprietà matematiche
- È un numero pari.
- È un numero composto con i seguenti divisori: 1, 2, 5, 10, 17, 34, 85. Poiché la somma dei suoi divisori è 154 < 170, è un numero difettivo.
- È un numero nontotiente.
- È un numero noncototiente.
- È un numero sfenico.
- È un numero a cifre ripetute e un numero palindromo nel sistema posizionale a base 4 (2222), a base 16 (AA), a base 33 (55), a base 84 (22) e a base 169 (11).
- È altresì un numero palindromo nel sistema posizionale a base 8 (252).
- È un numero palindromo nel sistema numerico esadecimale.
- In base 16, è il primo numero in assoluto dove compaiono due cifre indicate con delle lettere.
- È il numero più piccolo dove φ(n) e σ(n) sono entrambi quadrati (rispettivamente 64 e 324).
- È parte delle terne pitagoriche (28, 168, 170), (72, 154, 170), (80, 150, 170), (102, 136, 170), (170, 264, 314), (170, 408, 442), (170, 1440, 1450), (170, 7224, 7226).

## Astronomia
- 170P/Christensen è una cometa periodica del sistema solare.
- 170 Maria è un asteroide della fascia principale del sistema solare.

## Astronautica
- Cosmos 170 è un satellite artificiale russo.